# Mahalon
Mahalon település Franciaországban, Finistère megyében. Lakosainak száma 1010 fő (2022. január 1.). Mahalon Guiler-sur-Goyen, Confort-Meilars, Plouhinec, Plozévet, Pont-Croix, Pouldergat és Poullan-sur-Mer községekkel határos.

## Népesség
A település népességének változása:
| Lakosok száma | 802  | 711  | 773  | 881  | 937  | 950  | 957  | 968  | 971  | 1010 |
|               | 1968 | 1982 | 1990 | 2006 | 2013 | 2015 | 2017 | 2019 | 2020 | 2022 |